# Milan Gvero
Milan Gvero (serbio cirílico: Милан Гверо) (4 de diciembre de 1937 – 17 de febrero de 2013) fue un general en retiro del Ejército de la República Sprska, sentenciado a cinco años en prisión por el Tribunal Penal Internacional para la ex-Yugoslavia (TPIY) por los cargos de crímenes de guerra y crímenes de lesa humanidad, cometidos durante la Bosnian Guerra en Bosnia de 1992 a 1995.
En respuesta al intento de Radovan Karadžić para eliminar a Ratko Mladić cuando era comandante del Ejército serbobosnio hacia principios de agosto de 1995, el entonces general Gvero, detuvo a Karadžić durante un día en la última semana de agosto y lo reprendió por su hostilidad hacia Mladić y hacia el alto mando del ejército.
El 17 de febrero de 2013, Gvero murió en la Academia Médica Militar en Belgrado, a los 75 años, por causas desconocidas.